# Топенант

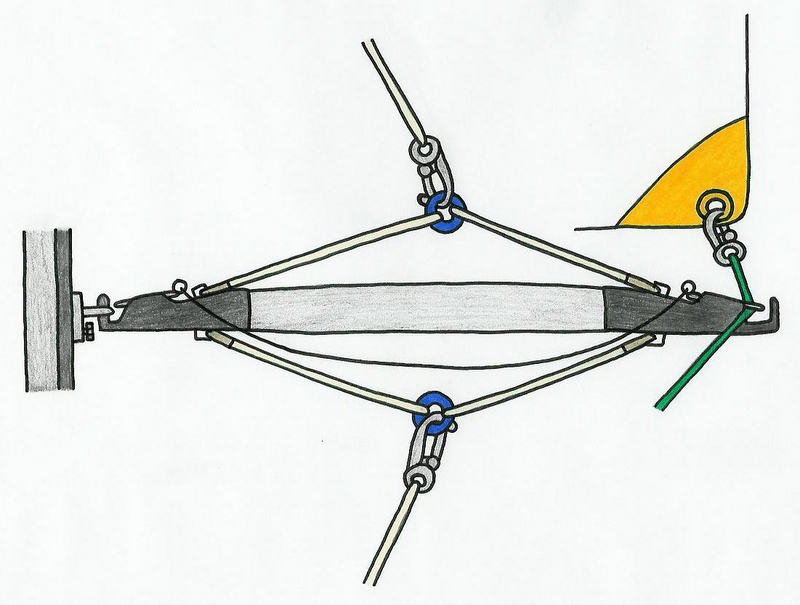

Топена́нт (от нидерл. toppenant) — снасть бегучего такелажа, предназначенная для удержания в нужном положении ноков, реев, гиков, выстрелов и грузовых стрел. При помощи топенантов можно разворачивать рей в вертикальной плоскости.
В зависимости от принадлежности тому или иному рангоутному дереву, топенанты получают дополнительные наименования: «спинакер-гика топенант», «фока-рея топенант».
При большой массе гика топенант может крепиться на шпрюйт — тросовую оттяжку, раздающую нагрузку на 2 и более точки на гике.